# Universidade do Estado do Rio Grande do Norte
A Universidade do Estado do Rio Grande do Norte (UERN) é uma instituição pública brasileira de ensino superior mantida pelo governo do Estado do Rio Grande do Norte. Fundada no ano de 1968, está sediada na cidade de Mossoró. Segunda maior universidade estadual da região Nordeste, a instituição possui campi avançados em Natal (capital do estado), Assú, Pau dos Ferros, Patu e Caicó. Possui também núcleos avançados nas cidades de Alexandria, Areia Branca, Apodi, Caraúbas, João Câmara, Macau, Nova Cruz, Santa Cruz, São Miguel, Touros,  e Umarizal.

Mapa do estado do Rio Grande do Norte mostrando os municípios com campus da UERN.
Cidade-sede (Mossoró);
Municípios com campus universitário (Assu, Caicó, Natal, Patu e Pau dos Ferros);
Municípios com Núcleo avançado (Alexandria, Areia Branca, Apodi, Caraúbas, João Câmara, Macau, Nova Cruz, Santa Cruz, São Miguel, Touros e Umarizal).